# シェルデン・ウィリアムス
シェルデン・ウィリアムス（Shelden DeMar Williams, 1983年10月21日 - ）はアメリカ合衆国オクラホマ州オクラホマシティ出身の元バスケットボール選手。NBAのブルックリン・ネッツのスカウトを務めている。ポジションはパワーフォワード。206cm、113kg。愛称はランドロード。夫人はロサンゼルス・スパークス所属のキャンデース・パーカー。アンソニー・パーカーは義兄に当たる。

## 経歴
オクラホマ州のミッドウェストシティ高等学校に通い、バスケットボールチームに所属した。この時のチームメイトには後にMLBでタイトルを獲得するマット・ケンプがいた。
大学はデューク大学に進学。4年間プレイし、2005年と2006年のNCAAの最優秀守備選手賞を受賞した。総ブロック数が大学の歴代最高をマークし、ブロックの多さから"ランドロード(地主)"という愛称がついた。2005年にはユニバーシアードにも出場し金メダルを獲得。
2006年のNBAドラフトで、アトランタ・ホークスから1巡目5位で指名を受けた。NBA入り後、ルーキーシーズンはまずまずの成績を残した。しかし、持ち前の守備がいかしきれないのと翌年にアル・ホーフォードが加入したことでベンチにいることが多くなり低調な成績が続いた。
2007-08シーズン中にトレードでサクラメント・キングスへ移籍。さらに2008-09シーズン中にミネソタ・ティンバーウルブズへ移籍した。
シーズン後、ボストン・セルティックスへ移籍した。2009年5月13日キャンデース・パーカーと結婚。その後､デンバー・ナゲッツへ移籍した。
2011年2月22日､カーメロ・アンソニー､チャウンシー・ビラップス､レナルド・バークマン､アンソニー・カーターと共に､大型トレードにより､ニューヨーク・ニックスへ移籍。
その後はフランス、中国でプレーした。
2016年5月5日、選手生活に区切りを付け、ブルックリン・ネッツのスカウトに就任した。